# Miquel de Renzi
Miquel De Renzi de la Fuente (Barcelona, 1941) es un paleontólogo, morfólogo, poeta y pintor español. Hasta su jubilación en 2011 fue catedrático de Paleontología en la Universidad de Valencia.

## Biografía
Nació el 17 de julio de 1941 en Barcelona, donde se educó y vivió hasta su traslado definitivo a Valencia en 1977. 
En 1958 terminó los estudios secundarios e ingresó en la Facultad de Ciencias de la Universidad de Barcelona, donde se licenció en Ciencias Geológicas en 1963.

### Actividad científica y didáctica
Defendió su tesis doctoral en 1971, que versó sobre los moluscos del Eoceno inferior de la provincia de Lérida y su distribución en el estratotipo del Ilerdiense, un nuevo piso del Eoceno inferior. Su director de tesis fue el paleontólogo Miquel Crusafont, cuyas enseñanzas le inclinaron posteriormente hacia la profundización en aspectos teóricos de la teoría de la evolución y la paleobiología. En su etapa de formación hizo una estancia con el  Maxime Glibert, en el Institut Royal des Sciences Naturelles de Belgique de Bruselas, para revisar sus resultados taxonómicos con las colecciones de moluscos de aquella institución. En esa etapa publicó diversos trabajos sobre dichas temáticas y aclaró algunos aspectos de la datación del Paleoceno y el Eoceno del Pirineo catalán y aragonés. Ya con la tesis defendida, pasó a ser nombrado profesor agregado interino de Paleontología de Invertebrados en la Universidad de Barcelona, donde a partir de entonces dictó dicha asignatura. Además, dada la carencia de conocimientos en estadística, tanto univariable como multivariable, que había en los estudios de geología, impartió asignaturas sobre esos temas tanto en el grado de licenciatura como en doctorado. En 1975 ganó en propiedad la plaza que ocupaba interinamente y continuó con las mismas asignaturas hasta el curso 1976-77.
En julio de 1977 obtuvo, por concurso de acceso, la cátedra de Paleontología de la Facultad de Ciencias de la Universidad Literaria de Valencia. A partir del curso 1978-79, tras la escisión de la Facultad de Ciencias en cuatro facultades, ejerció de catedrático de Paleontología en la Facultad de Ciencias Biológicas hasta su jubilación en 2011.
Además de su asignatura titular de Paleontología, ejerció durante varios años la docencia de una asignatura de Metodología de la Ciencia e Historia de las Teorías Biológicas, relacionada con la filosofía y la historia de la ciencia. Como científico, De Renzi ha hecho aportaciones en distintos campos: el desarrollo de la paleobiología en España y el impulso de la aplicación de la bioestadística y la tafonomía en los estudios paleontológicos. Ha trabajado en una cuestión para él básica, como es la naturaleza de la paleontología como ciencia. También es autor de trabajos sobre estructura de la teoría de la evolución, en que presta atención a las relaciones entre la microevolución y la macroevolución, con la introducción de las ideas de Stephen J. Gould, Steven M. Stanley y Elisabeth S. Vrba, entre otros. Trabajó también con el tema de la extinción y el doble juego entre esta y la evolución que conduce a la dinámica biosférica durante el Fanerozoico; de este modo introdujo las técnicas de análisis de cohortes de David M. Raup. También destaca su aportación a la comprensión de la evolución morfológica y su vinculación con la biología evolutiva del desarrollo (evo-devo). En este sentido, introdujo bien pronto las ideas de Adolf Seilacher (morfología construccional; actualmente, biomorfodinámica) y las de Pere Alberch, pionero de la evo-devo moderna, con especial atención a la idea de restricción del desarrollo (developmental constraint). En la misma línea, ha hecho varias aportaciones a la morfología teórica. Toda esta actividad le condujo a impartir asignaturas tanto de grado como de doctorado y, posteriormente, máster.
Hizo dos estancias con Adolf Seilacher: la primera en 1990, en el Departamento de Geología y Geofísica de la Universidad de Yale, y la segunda en 1995, en el Institut und Museum für Geologie und Paläontologie (Universidad de Tübingen), donde trató con aquél acerca de problemas morfológicos. A partir de la segunda mitad de la década de los noventa ha establecido una larga interacción y colaboración con el grupo de Paul Palmqvist, de la Universidad de Málaga, alrededor de la problemática de las relaciones entre tafonomía y paleoecología de los vertebrados y el tratamiento cuantitativo de la misma.
Tras su jubilación en 2011, ya como profesor emérito, continúa su actividad científica en el Instituto Cavanilles de Biodiversidad y Biología Evolutiva ―del cual fue miembro fundador― y dando clases en un máster de la Universidad.
Ha dirigido dieciséis tesis doctorales, ha sido conferenciante invitado y formado parte del comité científico en numerosos congresos, así como también ha sido organizador de algunos congresos nacionales e internacionales. Ha sido investigador principal en varios proyectos científicos competitivos y es autor de más de 135 publicaciones científicas.

### Proyección literaria
Sus intereses humanísticos se han centrado en la filosofía e historia de la ciencia, la pintura y la literatura. El arte y el cine, así como la música, lo atrajeron ya desde pequeño. Después de varios ensayos de escritura que arrancan de 1963, se decidió a escribir en 1970, a los 29 años, a raíz de su estancia de doctorado en Bruselas, en la que empezó a leer a Salvador Espriu, gracias a la lectura de sus obras completas que le regaló un amigo. El poeta Joan Argenté fue un mentor inicial fundamental; más tarde, conocería a Joan Brossa, con quien le unió una gran amistad.
Desde su traslado a Valencia en 1977, y gracias a Joan Brossa, pudo entrar en contacto con el mundo cultural valenciano de habla catalana. Enseguida conoció a poetas como Josep Piera, Marc Granell, Eduard J. Verger, Josep Mir y, sobre todo, a Josep Bonet. Ese año participó, con sus nuevos compañeros, en el acto fundacional de la Asociación de Escritores en Lengua Catalana en Barcelona. Seguidamente, pasó a hacerse miembro de la Sección Catalana del PEN Club Internacional. A raíz de la publicación de su primer volumen de poesía en 1978, también hizo crítica literaria y, posteriormente, de arte. También ha sido jurado en diversos premios.
Ha publicado un total de doce poemarios, siete de los cuales ―los correspondientes a la obra escrita entre los años 1971 y 1978― han sido reunidos en tres volúmenes de obra poética. Los otros cinco poemarios han sido publicados en volúmenes separados.

### Artes plásticas
Aparte de la poesía, durante el año 1972 De Renzi inició una actividad pictórica que derivó en la realización de nueve exposiciones de pintura individuales, entre los años 1982 y 2013, y otras nueve colectivas, entre 1991 y 2004, una de ellas en Maguncia (Alemania).

## Reconocimientos

### Premios recibidos
- 2021. Premio de Honor de los XXX Premios de la Crítica de los Escritores Valencianos, premio que concede la Asociación de Escritores en Lengua Catalana, ligado a toda una trayectoria personal.[2]

### Taxones dedicados
(Todos son taxones extintos, descritos a partir de fósiles)
- Renzymis Lacomba, 1983, un género de cricétido (hámster) del Mioceno de Guadalajara.[5]
- Perilampus renzii Peñalver & Engel, 2006, una rara especie de avispa (familia Perilampidae) del Mioceno de Rubielos de Mora, Teruel[6]
- Lonchidion derenzii Manzanares et al.,  2017, una especie de tiburón hibodontiforme del Triásico de Andalucía[7]

## Obra

### Artículos científicos
(selección)
- De Renzi, M. (1978) «La problemática de la fundamentación de la Paleoecología». Estudios geológicos, 34: 559-570
- De Renzi, M. (1981) «Some philosophical questions about paleontology and their practical consequences». Acta Geologica Hispanica 16(1-2): 7-23
- De Renzi, M. (1986) «Algunas claves para la comprensión del proceso evolutivo: una reflexión». En: Sanmartín, J.; Simón, V. y García Merita, M. L. (compil.) La sociedad naturalizada. Genética y Conducta. Valencia. Tirant lo Blanch: 51-85
- De Renzi, M. (1988) «Shell coiling in some larger Foraminifera: general comments and problems». Paleobiology, 14(4): 387-400
- De Renzi, M. (1995) «Theoretical morphology of logistic coiling exemplified by tests of genus Alveolina (larger foraminifera)». Festschrift A. Seilacher. Neues Jahrbuch für  Geologie und Paläontologie, Abhandlungen. 195(1-3): 241-251
- De Renzi, M. (1997) “La forma: sus reglas y evolución, y los datos del registro fósil”. En: E, Aguirre, J. Morales y D. Soria, (eds.) Registros fósiles e Historia de la Tierra. Editorial Complutense, Madrid: 57-77. ISBN 84-89365-92-X
- De Renzi, M., Moya, A. y Peretó, J. (1999) «Evolution, development and complexity in Pere Alberch (1954-1998)». Journal of Evolutionary Biology, 12: 624-626
- M. De Renzi, M.V. Pardo Alonso, M. Belinchón, E. Peñalver, P. Montoya, y Márquez-Aliaga; A., (eds.)  (2002) “Current Topics on Taphonomy and Fossilization”. Col·lecció Encontres 5, Ajuntament de València, 544 pp. ISBN 84-8484-036-0
- D. Rasskin-Gutman y M. De Renzi, (eds.) (2009) “Pere Alberch: The Creative Trajectory of an Evo-Devo Biologist”. Publicacions de la Universitat de València y Institut d’Estudis Catalans, València, 442 pp. ISBN 978-84-370-7530-3
- De Renzi, M. (2009) “Evolución y registro fósil: hacia una perspectiva más amplia”. Ludus Vitalis, 17(32): 231-246
- Figueirido, B.; MacLeod, N.; Krieger J.; De Renzi, M.; Pérez-Claros, J.A y Palmqvist, P. (2011) «Constraint and adaptation in the evolution of the carnivoran cranial morphology». Paleobiology, 37: 490-518
- De Renzi, M. (2013) ” La funcionalidad, si existe, no deriva de un propósito. Una argumentación desde la biomorfodinámica y la evo-devo”. Contrastes. Revista Internacional de Filosofía, suplemento 18: 143-157
- De Renzi, M. (2014) «Evolutionary trends promoted by internal causes versus orthogenesis – a discussion». ¡Fundamental!, 24: 57-60
- De Renzi, M. (2016) «Organic microstructures as developmental products: A general approach” Geo-Temas, 16(2): 467-470

### Poesía
Libros (selección)
- 1978. Tres fan la centena (Obra poètica 1973-1976), con ilustraciones del autor y prólogo de Joan Brossa. Sant Boi de Llobregat: Edicions del Mall, 33. 132 págs.
- Les sales d'espera. Sant Boi de Llobregat: Edicions del Mall.
- 1983. Descripció d'un riu. València: Tres i Quatre.
- 1983. Un projecte pictòric. València: Septimomiau.
- 1986. L'assalt al jardí. València: Gregal.
- 1990. El missatger i les ciutats. Valencia: Edicions Alfons el Magnànim, Poesia, 1. 55 págs.
- 1999. La nuesa del basament. Obra poética 1971-1973. Sagunto: Ardeas Poesia, 17. 113 págs.
- 2001. Flocs de temps. Valencia: Brosquil Poesia, 1. 80 págs.

Colaboraciones en revistas literarias
- «Sis cercles» (poema en seis partes) Cairell. Revista de Literatura, 3: 5-11. (Valencia).
- «Esperança en el misteri» (poema en 10 partes). Daina. Revista de Literatura, 4: 81-90. (Valencia).

Antologías
- Un poema en: Versos per a Marc. Tandem Edicions, Valencia. 1999. Pág. 71
- Dos poemas en: Rafael Català y Antoni Gómez (eds.) (2000). Elogi de la constància  (Divuit anys de poesia a Sagunt 1982-2000). Sagunto. Ardeas Poesia. Páginas 248-250.

### Pintura
Exposiciones individuales (selección)
- 1990. Pintures. Sala d'Exposicions. Torrent. Con catálogo.
- 1992. Andalucía. Un sentiment. Exposición de pinturas sobre papel. Facultad de Farmacia. Universidad de Valencia. Catálogo.
- 1999. Tres recerques. Pintures sobre paper. Casa Capellà Pallarés. Sagunto.  Con catálogo.
- 2004. Investigaciones sobre el espacio pictórico. Sala Polivalente del Teatro Coliseo. Villacarrillo, Jaén.
- 2006. Tensió de la vertical. Pintures. Societat Coral “El Micalet”, Sala de Exposiciones. Valencia. Del 7 de noviembre al 5 de diciembre.
- 2013. Una mostra de les set últimes sèries. Librería Valdeska. Valencia, noviembre 2013 a febrero de 2014.

Exposiciones colectivas (selección)
- 1991. Exposición organizada por UNICEF. Puerto de Valencia. Edificio del Reloj. Diciembre.
- 1994. Contra la pobresa i l exclusió: Avui amb La Coma (por invitación). Sala de Exposiciones de la Universidad de Valencia. 2 al 4 de noviembre.
- 1998. Corrientes Mediterráneas. Zeitgenössische Kunst aus Valencia. Dresdner Bank. Mainz (Alemania). 27 de noviembre-18 de diciembre.
- 2000. Colectiva. Galería Pequeño Formato. Junio.
- 2004. Cristina Piris: retrat col·lectiu. Trobades amb els Cinc Sentits. Cristina Piris. Ca Revolta. Valencia. 30 de abril a 8 de mayo.

Ensayos
- De Renzi, M. (1995) en el libro Benet Rossell. Barcelona. Àmbit Serveis Editorials. 80 págs. ISBN 978-84-87342-26-4 Sobre la pintura de Benet Rossell